# Rudolf Sigl
Rudolf „Rudi” Sigl (ur. 12 października 1937 w Neubeuern) – niemiecki strzelec, olimpijczyk, medalista mistrzostw świata i Europy. Syn Alberta, również strzelca.
Sigl wystąpił wraz z ojcem podczas Letnich Igrzysk Olimpijskich 1956 w dwóch konkurencjach. Jako reprezentant Wspólnej Reprezentacji Niemiec wystartował w karabinie małokalibrowym w trzech postawach z 50 m, w którym był na 9. miejscu, oraz w karabinie małokalibrowym leżąc z 50 m, w którym zajął 11. lokatę. Za każdym razem zajmował wyższą lokatę niż ojciec, który był odpowiednio na 11. i 27. pozycji.
Rudolf Sigl raz zdobył medal na mistrzostwach świata. W 1958 roku został drużynowym wicemistrzem w strzelaniu z karabinu małokalibrowego w trzech postawach (skład zespołu: Hans Harbeck, Peter Kohnke, Bernd Klingner, Helmut Schlenker, Rudolf Sigl). Sigl jest także trzykrotnym drużynowym medalistą mistrzostw Europy z 1959 roku, a także indywidualnym juniorskim mistrzem Europy z 1957 roku w karabinie standardowym w trzech postawach z 50 m. Był również wielokrotnym mistrzem Niemiec.

## Wyniki

### Igrzyska olimpijskie
| Igrzyska       | Konkurencja                               | Wynik                           | Miejsce | Źródło |
| -------------- | ----------------------------------------- | ------------------------------- | ------- | ------ |
| Melbourne 1956 | Karabin małokalibrowy, trzy postawy, 50 m | 1155 pkt. (392–390–373)         | 9       | [ 4 ]  |
| Melbourne 1956 | Karabin małokalibrowy leżąc, 50 m         | 596 pkt. (100–100–100–99–99–98) | 11      | [ 5 ]  |

### Medale mistrzostw świata
Opracowano na podstawie materiałów źródłowych:
| Mistrzostwa | Konkurencja                                          | Wynik             | Miejsce |
| ----------- | ---------------------------------------------------- | ----------------- | ------- |
| Moskwa 1958 | Karabin małokalibrowy, trzy postawy, 50 m, drużynowo | 5632 pkt. (druż.) |         |

### Medale mistrzostw Europy
Opracowano na podstawie materiałów źródłowych:
| Mistrzostwa           | Konkurencja                                        | Wynik    | Miejsce |
| --------------------- | -------------------------------------------------- | -------- | ------- |
| Belgrad 1957          | Karabin standardowy, trzy postawy, 50 m (juniorzy) | 585 pkt. |         |
| Brescia/Mediolan 1959 | Karabin małokalibrowy, trzy postawy, 50 m, druż.   | ?        |         |
| Brescia/Mediolan 1959 | karabin małokalibrowy leżąc, 50 m, druż.           | ?        |         |
| Brescia/Mediolan 1959 | karabin małokalibrowy stojąc, 50 m, druż.          | ?        |         |